# Dvärgsolfågel
Dvärgsolfågel (Hedydipna platura) är en afrikansk fågel i familjen solfåglar inom ordningen tättingar.

## Kännetecken

### Utseende
Dvärgsolfågeln är som namnet antyder en mycket liten fågel med en kroppslängd på endast åtta till nio centimeter, även om hanens förlängda mittersta stjärtfjädrar lägger till ytterligare sju. Näbben är kortare och rakare än hos smyckesolfågel (Cinnyris pulchellus).
Hane i häckningsdräkt är metalliskt grön ovan med mörkbruna vingar och lysande gul under. Från närbesläktade nilsolfågeln skiljer den sig genom att sakna det blålila bröstbandet. Utanför häckningstid är den gråbrun ovan, gul och vit under samt har ett blekt ögonbrynsstreck. Vissa individer har en grönsvart haklapp.
Honan är blekt brun ovan, gul under och saknar hanens förlängda stjärtfjädrar.

### Läten
Dvärgsolfågelns läte beskrivs i engelsk litteratur som mjuka och nasala "sooay", medan sången är ett typiskt tjattrande solfågelsång.

## Utbredning
Fågeln förekommer från Mauretanien och Senegal österut till Sudan, Sydsudan och möjligen lokalt i västra Etiopien, söderut till norra Elfenbenskusten, norra Nigeria, norra Centralafrikanska republiken, nordöstra Demokratiska republiken Kongo och norra Uganda. Utbredningsområdet sträcker sig troligen in i Västpalearktis i norra Tchad där den häckar eller har häckat. Vidare är den en sällsynt gäst i norra Mauretanien under regnperioden, möjligen även norra Niger. Den återfinns året runt i norra delen av utbredningsområdet, men bara under häckningstid i södra delen.

## Systematik
Arten har tidigare behandlats som underart till nilsolfågeln. Den behandlas som monotypisk, det vill säga att den inte delas in i några underarter.

## Levnadssätt
Dvärgsolfågeln förekommer i trädgårdar, torr savann samt akaciaskogslandskap. Fågeln lever som många solfåglar av nektar och pollen, men även blomblad från akacior, insekter och spindlar. Den häckar under torrsäsongen och lägger ägg januari-mars och augusti-september i Mauretanien samt februari-mars och september i Senegal och Gambia.

## Status och hot
Arten har ett stort utbredningsområde och en stor population med stabil utveckling och tros inte vara utsatt för något substantiellt hot. Utifrån dessa kriterier kategoriserar internationella naturvårdsunionen IUCN arten som livskraftig (LC). Världspopulationen har inte uppskattats men den beskrivs som vida spridd och vanlig i rätt biotop.